# Aéroport international Arturo-Merino-Benítez
L'aéroport international Arturo-Merino-Benítez (code IATA : SCL • code OACI : SCEL) est situé dans la commune de Pudahuel dans l'agglomération de Santiago, au Chili. Il est l'aéroport international principal du pays ainsi que la plate-forme de correspondance pour LATAM Chile. En 2019, il a accueilli quelque 24,6 millions de passagers.

## Situation

### Carte des aéroports du Chili
| \| 100 km1:8 652 000 \| Porvenir El Salvador La Serena Mocopulli Valdivia Pucón Puerto Montt Puerto Williams Antofagasta Arica El Loa Iquique Osorno Balmaceda Araucanie Désert de l'Atacama Santiago Concepcion Île de Pâques Punta Arenas |
| 100 km1:8 652 000 |

## Statistiques
Le graphique qui aurait dû être présenté ici ne peut pas être affiché car il utilise l'ancienne extension Graph, désactivée pour des questions de sécurité. Des indications pour créer un nouveau graphique avec la nouvelle extension Chart sont disponibles ici.

Voir la requête brute et les sources sur Wikidata.

### Zoom sur l'impact du covid de 2019-2020
Le graphique qui aurait dû être présenté ici ne peut pas être affiché car il utilise l'ancienne extension Graph, désactivée pour des questions de sécurité. Des indications pour créer un nouveau graphique avec la nouvelle extension Chart sont disponibles ici.

Voir la requête brute et les sources sur Wikidata.

## Compagnies et destinations
| Compagnies            | Destinations |
| --------------------- | --- |
| Aerolíneas Argentinas | Buenos Aires-J. Newbery, Mendoza-El Plumerillo |
| Aeroméxico            | Mexico-B. Juárez |
| Air Canada            | Toronto (Pearson) |
| Air France            | Paris-Charles de Gaulle |
| American Airlines     | Dallas-Fort Worth, Miami |
| Avianca               | Bogota-El Dorado, Carthagène-R. Núñez |
| British Airways       | Londres-Heathrow |
| Copa Airlines         | Panama-Tocumen |
| Delta Air Lines       | Atlanta H.-Jackson |
| Iberia                | Madrid-Barajas |
| JetSmart Argentina    | Buenos Aires-J. Newbery, Buenos Aires-Ezeiza |
| JetSmart Chile        | - Antofagasta, - Arica-Chacalluta, - Balmaceda, - Bogota-El Dorado, - Buenos Aires-Ezeiza, - Calama-El Loa, - Cali-Alfonso-Bonilla-Aragón, - Mocopulli, - Concepcion-Carriel Sur, - Copiapó-Désert de l'Atacama, - Iquique (Diego Aracena), - La Serena, - Lima-J. Chávez, - Montevideo Carrasco, - Puerto Montt (El Tepual), - Punta Arenas, - Rio de Janeiro/Galeão , - Temuco-Araucanie, - Trujillo-Martínez de Pinillos, - Valdivia-Pichoy En saison : - Foz do Iguaçu, - Medellín-J. M. Córdova, - Teniente Julio Gallardo (en) |
| KLM                   | Amsterdam, Buenos Aires-Ezeiza |
| LATAM Brasil          | Curitiba , Mendoza-El Plumerillo, São Paulo/Guarulhos |
| LATAM Chile           | - Antofagasta, - Arica-Chacalluta, - Auckland, - Bogota-El Dorado, - Buenos Aires-J. Newbery, - Buenos Aires-Ezeiza, - Calama-El Loa, - Cancún, - Mocopulli, - Concepcion-Carriel Sur, - Copiapó-Désert de l'Atacama, - Córdoba, - Balmaceda, - Matavaeri-Île de Pâques, - Iquique (Diego Aracena), - La Paz-El Alto, - La Serena, - Lima-J. Chávez, - Los Angeles, - Madrid-Barajas, - Mendoza-El Plumerillo, - Mexico-B. Juárez, - Miami, - Montevideo Carrasco, - New York-John F. Kennedy, - Osorno, - Paris-Charles de Gaulle, - Puerto Montt (El Tepual), - Punta Arenas, - Punta Cana, - Rio de Janeiro/Galeão, - Viru Viru, - São Paulo/Guarulhos, - Sydney-K. Smith, - Temuco-Araucanie, - Valdivia-Pichoy En saison :Teniente Julio Gallardo (en) |
| LATAM Ecuador         | Guayaquil-J. J.-Olmedo |
| LATAM Paraguay        | Asuncion-S.-Pettirossi |
| LATAM Perú            | Cuzco, Lima-J. Chávez |
| Level                 | En saison : Barcelone-El Prat |
| Qantas                | Sydney-K. Smith |
| Sky Airline           | - Antofagasta, - Arica-Chacalluta, - Bogota-El Dorado, - Buenos Aires-J. Newbery, - Buenos Aires-Ezeiza, - Calama-El Loa, - Concepcion-Carriel Sur, - Copiapó-Désert de l'Atacama, - Balmaceda, - Florianópolis, - Iquique (Diego Aracena), - La Serena, - Lima-J. Chávez, - Mendoza-El Plumerillo, - Osorno, - Puerto Montt (El Tepual), - Punta Arenas, - Rio de Janeiro/Galeão, - São Paulo/Guarulhos, - Temuco-Araucanie, - Valdivia-Pichoy En saison : Teniente Julio Gallardo (en), San Carlos de Bariloche (en) |
| United Airlines       | Houston-George Bush |

Édité le 02/10/2022